# Kabinett Achi II
Das Kabinett Achi II bildete vom 20. April 2022 bis zum 6. Oktober 2023 die Regierung der Elfenbeinküste.

## Kabinettsmitglieder
| Amt | Foto | Name                        |
| --- | ---- | --------------------------- |
| Präsident |      | Alassane Ouattara           |
| Vizepräsident |      | Tiémoko Meyliet Koné        |
| Premierminister |      | Patrick Achi                |
| Ministerin für auswärtige Angelegenheiten, afrikanische Integration und Diaspora                                                   |      | Kandia Camara               |
| Verteidigungsminister |      | Téné Birahima Ouattara      |
| Minister für Landwirtschaft und ländliche Entwicklung                                                                              |      | Kobenan Kouassi Adjoumani   |
| Hüter der Siegel, Minister für Justiz und Menschenrechte                                                                           |      | Sansan Kambilé              |
| Minister für Inneres und Sicherheit                                                                                                |      | Vagondo Diomandé            |
| Ministerin für Planung und Entwicklung                                                                                             |      | Kaba Nialé                  |
| Minister für Bergbau, Erdöl und Energie                                                                                            |      | Mamadou Sangafowa Coulibaly |
| Ministerin für den öffentlichen Dienst                                                                                             |      | Anne Désirée Ouloto         |
| Verkehrsminister |      | Amadou Koné                 |
| Minister für Wirtschaft und Finanzen                                                                                               |      | Adama Coulibaly             |
| Minister für Haushalt und Staatsportfolio                                                                                          |      | Moussa Sanogo               |
| Minister für Gewässer und Wälder                                                                                                   |      | Laurent Tchagba             |
| Minister für Straßenausrüstung und -instandhaltung                                                                                 |      | Amédé Koffi Kouakou         |
| Ministerin für nationale Bildung und Alphabetisierung                                                                              |      | Mariatou Koné               |
| Minister für Handel, Industrie und kleine und mittlere Unternehmen                                                                 |      | Souleymane Diarrassouba     |
| Minister für Aussöhnung und nationalen Zusammenhalt                                                                                |      | Kouadio Konan Bertin        |
| Sportminister |      | Claude Paulin Danho         |
| Minister für Tier- und Fischereiressourcen                                                                                         |      | Sidi Tiémoko Touré          |
| Minister für Kommunikation und digitale Wirtschaft, Regierungssprecher                                                             |      | Amadou Coulibaly            |
| Minister für Jugendförderung und Jugendbeschäftigung, Berufliche Integration und Zivildienst, Stellvertretender Regierungssprecher |      | Mamadou Touré               |
| Tourismusminister |      | Siandou Fofana              |
| Minister für Hochschulbildung und wissenschaftliche Forschung                                                                      |      | Adama Diawara               |
| Minister für Gesundheit, öffentliche Hygiene und allgemeine Gesundheitsversorgung                                                  |      | Pierre Dimba                |
| Minister für Hydraulik, Hygiene und Gesundheit                                                                                     |      | Bouake Fofana               |
| Minister für die Förderung von „Good Governance“ und den Kampf gegen Korruption                                                    |      | Epiphane Zoro Bi Ballo      |
| Ministerin für Solidarität und Armutsbekämpfung                                                                                    |      | Belmonde Dogo               |
| Minister für Beschäftigung und Sozialschutz                                                                                        |      | Adama Kamara                |
| Ministerin für Frauen, Familie und Kinder                                                                                          |      | Nasseneba Touré Diané       |
| Minister für technische Bildung und Berufsbildung und Lehre                                                                        |      | Koffi N’Guessan             |
| Ministerin für Kultur und Frankophonie                                                                                             |      | Françoise Remarck           |
| Minister für Umwelt und nachhaltige Entwicklung                                                                                    |      | Jean-Luc Assi               |